# Лонгин Корјажемски
Лонгин Корјажемски - преподобни светитељ Руске православне цркве; оснивач Корјажемско Николајевског манастира.

## Биографија
У првој половини 16. века подвизавао се у Павло-Обнорском манастиру, где је отишао као млад, и уживао посебно поштовање братије, и касније као искусан старешина у монашком животу. Избегавајући људску славу и оптерећен мноштвом љуи у манастирском конаку, он се, заједно са својим пријатељем, монахом Корниљевског манастира Симоном Соигинским, удаљавао на обалу реке Корјажемке у густој шуми, петнаестак километара од Сољвичегодска; овде су, посекли део шуме и искрчили место, подигли малу келију и капелу и препустили се монашким подвизима, хранећи се трудом својих руку.
Али блажени Симон убрзо остави свог пријатеља и повуче се на реку Сојгу, 60 верста од Корјажеме. Убрзо се вест о Лонгину проширила широм околине, и мало по мало братија је почела да се окупља око њега, желећи да поделе са њим трудове пустињачког живота, и тако је настао манастир Корјажемск, а сам Лонгин је постао његов први игуман. Подигао је храм у име Светог Николаја Чудотворца, трпезарију и друге неопходне просторије.
Монах Лонгин није дуго живео у новосаграђеном манастиру: упокојио се у дубокој старости 10. фебруара 1540. године код архиепископа ростовског Доситеја и сахрањен је, према његовом тестаменту, „код тремских степеница“.
Године 1557, на инсистирање гувернера Устјуга, кнеза Владимира, ковчег монаха Логгина, који је излечио гувернера од тешке болести, пренет је у нови гроб близу северног зида храма. 9. маја 1665. године, уместо дрвене Никољске цркве, коју је подигао монах Логгин, по налогу и о трошку епископа Вјатског и Великопермског Александра, подигнута је камена Благовештенска црква са капелом у име Св. основао и осветио исти Преосвећени 1671. године.
Унутар цркве, близу северног зида, сада се налазило гробно место монаха Логгина, а изнад њега је саграђена гробница, којој је, указом Вологодске духовне конзисторије од 25. фебруара 1821. године, дозвољено да буде украшена позлаћеним резбаријама, а на пристојним местима са сликама и овенчана балдахином. Епископ вологдски и устјушки Онисифор (Боровик) је дозволио да се уместо парастоса монаху одслужи молебан.
Дана 18. марта 1872. године, након демонтирања оронуле Благовештенске цркве, светиња Светог Логина је премештена у топлу Спаску цркву и постављена близу њеног северног зида иза леве певнице. Службу Светом Логгину саставио је Епископ Вјатски и Великопермски Александар. Године 1863. Корјажемски манастир је приписан Солвичегодском Введенском манастиру, али је 1896. године стекао самосталност у управљању увођењем повеље Свето-Успенског Саровског скита.
2018. године Лонгин Корјажемски је уврштен у Сабор Архангелских Светих.